# Barberetta
Barberetta, monotipični rod trajnica iz porodice Haemodoraceae. Jedina vrsta je B. aurea čiji je izvorni areal provincija KwaZulu-Natal u Južnoj Africi. To je lukovičasti geofit i prvenstveno raste u suptropskom biomu.
Rod je opisan u The Genera of South African Flowering Plants (ed. 2) 377. 1868.